# Pedro Areso
Pedro Pablo Areso Aramburu (Ordizia, Guipúzcoa, 29 de junio de 1911-Buenos Aires, Argentina, 1 de diciembre de 2002) fue un futbolista y entrenador español. Ganó con el Real Betis, el campeonato de Primera División de España en 1935. Fue también internacional con la selección de fútbol de España y formó parte de la selección de fútbol de Euskadi.

## Historia
Tras jugar algunos años en equipos del País Vasco pasó al Real Murcia y en 1932 al Betis, donde logró sus mayores éxitos deportivos, formando una destacada pareja defensiva junto a Serafín Aedo, que le llevó a obtener el título de La Liga en la temporada 1934/35 y a debutar con la selección de España en 1935 frente a la selección de Francia.
En verano de 1935 fichó por el FC Barcelona, pero el comienzo de la guerra civil rompió su carrera, pasando en 1937 a formar parte de la Selección de fútbol de Euskadi, que jugó diversos partidos primero por Europa y posteriormente por América, donde se estableció, jugando con distintos equipos americanos hasta su retirada como jugador.
Pedro Areso es el protagonista principal de una novela escrita en lengua vasca Ez dadila eguzkia sartu (Que no se ponga el sol) de los hermanos Martin Etxeberria y Xabier Etxeberria. Está novela, publicada en 2006, narra la historia de la gira de la Selección de fútbol de Euskadi durante la guerra civil española.

## Trayectoria

### Equipos como futbolista
| Club                   | País      | Período   |
| ---------------------- | --------- | --------- |
| Real Murcia            | España    | 1931      |
| Real Betis             | España    | 1932-1935 |
| Barcelona              | España    | 1936-1937 |
| Tigre                  | Argentina | 1938      |
| Club Deporitvo Euzkadi | México    | 1938-1939 |
| Racing Club            | Argentina | 1940      |

### Equipos como entrenador
| Club                | País      | Período   |
| ------------------- | --------- | --------- |
| Racing de Santander | España    | 1946-1947 |
| Atlético Portugal   | Portugal  | 1951      |
| Loyola              | Venezuela | 1952      |
| La Serena           | Chile     | 1960-1961 |
| Real Español        | España    | 1963-1964 |
| Nueva Chicago       | Argentina | 1967      |
| Sarmiento de Junín  | Argentina | 1968      |
| Unión Española      | Chile     | 1970      |
| Rangers             | Chile     | 1972-1974 |

## Selección de España
Jugó con la selección de fútbol de España en tres ocasiones, debutó en enero de 1935 frente a la Selección de Francia. Jugó posteriormente contra la selección de Portugal y la selección de Alemania.